# El puto inolvidable
El puto inolvidable. Vida de Carlos Jáuregui es un largometraje documental argentino de 2016 sobre la vida de Carlos Jáuregui, quien perdió la vida en su batalla personal contra el VIH en 1996. Es una producción de Sombracine SRL y Alberto Masliah, escrita por Gustavo Pecoraro y Lucas Santa Ana. Dirigida por  Lucas Santa Ana y que posee una amplia variedad de entrevistas a personas que conocieron y acompañaron a Carlos Jáuregui, así como archivo audiovisual.
Se estrenó el 2 de noviembre de 2016, disponible en Argentina para ver en la plataforma Cine.ar y a través de plataformas provistas por su Director.
Se estrenó en el Cine Gaumont de Buenos Aires el 23 de noviembre de 2017.
El director del documental Lucas Santa Ana cuenta que inicialmente, en lugar de inolvidable habían pensado en la palabra inmarcesible: hermoso adjetivo para hablar de mil flores, de millones, las que florecen y seguirán haciéndolo, regalando color en cada balcón y cada calle, en manojo de voces.
El domingo 31 de octubre de 2021 se presentó en Asterisco Festival Internacional de Cine LGBTIQ La película ganó el Premio del Público al Mejor Largometraje Documental, y Santa Ana fue reconocido como el Mejor Director de Largometrajes Documentales. Ambos premios fueron recibidos por el coguionista y protagonista, Gustavo Pecoraro

## Sinopsis
Activista por los derechos gais. Amigo, amante, luchador, icono, un inspirador de masas. Héroe. Su vida y su valor cambiaron la historia de muchos, de un país y su legislación. Carlos Jáuregui fue el primer activista gay argentino en salir en la portada de una revista dispuesto a luchar por los derechos suyos y los de los demás. Como presidente de la Comunidad Homosexual Argentina (CHA), luchó por la visibilidad de los gais y lesbianas en materia de derechos humanos. A través de su organización Gays por los Derechos Civiles, sentó las bases del diálogo y abrió el camino a la anti discriminación hacia la comunidad homosexual. Fue uno de los impulsores de la primera Marcha del Orgullo LGBTIQ en la Argentina, sacando a los gais discriminados a la calle, haciéndolos más visibles que nunca. Su lucha personal contra el VIH la perdió en 1996, días antes de que se reformara la constitución de la ciudad de Buenos Aires, incorporando la orientación sexual como factor antidiscriminatorio. Tres días después de su muerte, la Ciudad de Buenos Aires modifica su constitución incluyendo la cláusula antidiscriminatoria por orientación sexual como Jáuregui había impulsado. Posteriormente se aprueba la unión civil entre personas del mismo sexo, convirtiendo a la Argentina en el primer país del cono sur en tener este tipo de políticas. A más de veinte años de su muerte, la Marcha del Orgullo es un evento multitudinario con más de doscientas mil personas que transitan las calles de Buenos Aires. La igualdad de derechos es una realidad ganada.

## Reparto
Una producción de Sombracine, Alberto Masliah y Lucas Santa Ana, con el apoyo del INCAA. Dirección de producción Cintia Micheletti, Dirección de Sonido
Mariano Fernández, Sonido Directo Lucas Ulecia, Dirección de Fotografía Pablo Galarza, Montaje Martín Senderowicz y Lucas Santa Ana, Diseño Gráfico y Animación Gustavo Campos, Música Original Karen Bennett, Guion Gustavo Pecoraro y Lucas Santa Ana, Producción Alberto Masliah y Lucas Santa Ana, Dirección Lucas Santa Ana.

## Personas entrevistadas
- César Cigliutti (actual presidente de la Comunidad Homosexual Argentina -CHA-. Fundador de GAYS DC. Amigo personal de Carlos. Fue de los propulsores de la Primera marcha del Orgullo en 1992)
- Ilse Fuskova (activista lesbiana, fundadora de Cuadernos de Existencia lesbiana)
- José Chaya (activista fundador de la CHA, primer prosecretario de la organización elegido en 1984)
- Marcelo Ferreyra (ex activista de la CHA. Fundador de GAYS DC. Amigo personal de Carlos. Fue de los propulsores de la Primera Marcha del Orgullo en 1992)
- Alejandro Modarelli (Fundador de GAYS DC. Amigo personal de Carlos)
- Luis Biglié (activista fundador de la CHA, secretario de relaciones internacionales)
- Kado Kotzer (amigo personal de Pablo Azcona, pareja de Carlos Jáuregui)
- Martin de Grazia (compilador y colaborador de ORGULLO, Carlos Jáuregui. Una biografía política, de Mabel Bellucci)
- Marcelo Feldman (Integrante del equipo de abogados de GAYS DC. Amigo personal de Carlos)
- Pastor Roberto González (Como miembro de la Iglesia de la comunidad Metropolitana fue de los propulsores de la Primera Marcha del Orgullo en 1992)
- Alejandra Sardá (activista lesbiana fundadora La Lunas y las Otras)
- Mabel Bellucci (autora de ORGULLO, Carlos Jáuregui. Una biografía política)
- Zelmar Acevedo (activista fundador de la CHA)

## Participación en Festivales
- Asterisco. 3.º Festival Internacional de Cine LGBTIQ Buenos Aires, Argentina 4 de noviembre de 2016 Selección Oficial
- 7.º Ciclo de Cine LGBT de la Frontera Cuernavaca, México marzo, 2017
- Festival Cordillera, Festival de cine ecuatoriano en Argentina Buenos Aires, Argentina abril, 2017, Selección Oficial
- MiFO, festivales de cine LGBT miami, Estados Unidos de América, abril, 2017
- MIX MÉXICO, Festival de Diversidad Sexual de Cine y Video, Ciudad de México, México, Mayo, 2017, Selección Oficial
- 2.ª Muestra de Cine Queer, Bucaramanga, Colombia, junio, 2017, Selección Oficial
- AMOR, Festival Internacional LGBT+Santiago de Chile, Chile, junio, 2017, Película de apertura.
- OUTFEST PERÚ, Lima, Perú, junio, 2017, Selección Oficial
- 10.º Festival de Cine, Diversidad sexual y DD. S.S. La Paz, Bolivia.junio, 2017, Selección Oficial,
- MIC Género 2017 Agosto, 2017, Ciudad de México, México, Octubre, 2017, Buenos Aires, Argentina
- Festival de Cine Gay y Lésbico de Durban, Durban, Sudáfrica, agosto, 2017, Selección Oficial
- FIDBA – Festival Internacional de Documentales de Buenos Aires, Buenos Aires, Argentina, agosto, 2017
- Llamale H - Festival Internacional de Cine de Diversidad Sexual. Montevideo, Uruguay, septiembre, 2017, Selección Oficial
- SQIFF - FESTIVAL INTERNACIONAL DE CINE QUEER ESCOCÉS Escocia, Reino Unido, septiembre, 2017, Selección Oficial
- Espacio Queer, Festival Internacional de Cine de Diversidad Sexual. La Plata, Argentina, octubre, 2017, Selección Oficial
- LesGaiCineMad 2017, Madrid, España, octubre, 2017, Selección Oficial
- FESTIVAL Caracas, Venezuela, Noviembre 2017

## Críticas
Fue calificada como una película buena por el diario argentino La Nación.

## Premios y reconocimientos
- Mejor Documental, premio del Público– LesGaiCineMad (2017)
- Mejor Director de Documental, premio del Jurado – LesGaiCineMad (2017)